# Честер (Вермонт)
Честер (англ. Chester) — місто (англ. town) в США, в окрузі Віндзор штату Вермонт. Населення — 3005 осіб (2020).

## Демографія
Згідно з переписом 2010 року, у місті мешкали 3154 особи в 1402 домогосподарствах у складі 890 родин. Було 1793 помешкання
Расовий склад населення:
| - 97,5 % — білих - 0,5 % — корінних американців - 0,5 % — азіатів - 0,2 % — чорних або афроамериканців |

До двох чи більше рас належало 1,2 %. Частка іспаномовних становила 1,1 % від усіх жителів.
За віковим діапазоном населення розподілялося таким чином: 20,0 % — особи молодші 18 років, 62,0 % — особи у віці 18—64 років, 18,0 % — особи у віці 65 років та старші. Медіана віку мешканця становила 47,3 року. На 100 осіб жіночої статі у місті припадало 92,6 чоловіків;  на 100 жінок у віці від 18 років та старших — 93,7 чоловіків також старших 18 років.
Середній дохід на одне домашнє господарство  становив 70 825 доларів США (медіана — 46 164), а середній дохід на одну сім'ю — 87 290 доларів (медіана — 65 640). Медіана доходів становила 40 357 доларів для чоловіків та 41 888 доларів для жінок. За межею бідності перебувало 9,1 % осіб, у тому числі 6,1 % дітей у віці до 18 років та 10,9 % осіб у віці 65 років та старших.
Цивільне працевлаштоване населення становило 1424 особи. Основні галузі зайнятості: освіта, охорона здоров'я та соціальна допомога — 17,6 %, будівництво — 14,6 %, виробництво — 13,7 %.